# Distretto di Secclla
Il distretto di Secclla è uno dei dodici distretti della provincia di Angaraes, in Perù. Si trova nella regione di Huancavelica.